# Kiesza
Kiesa Rae Ellestad, meglio nota come Kiesza (Calgary, 16 gennaio 1989), è una cantautrice e ballerina canadese.
Dopo un debutto avvenuto come artista indipendente nel 2008, Kiesza ha firmato un contratto con la Island Records e raggiunto la fama mondiale nel 2014 grazie alla hit Hideaway. Nel corso della sua carriera ha pubblicato tre album: Kiesza, Sound of a Woman e Crave.

## Biografia

### Gli esordi eKiesza(2006-2013)
Studia fin da bambina per diventare ballerina prima che un incidente al ginocchio interrompesse la sua carriera all'età di quindici anni. In seguito si arruola nella marina militare canadese, trascorrendo del tempo anche in Afghanistan. Dopo quattro anni trascorsi nell'esercito, durante i quali comincia a suonare la chitarra e a scrivere le sue prime canzoni, lascia l'esercito per iscriversi ad una scuola musicale. Kiesza cresce inoltre ispirandosi a Michael Jackson e in età adolescenziale prende parte di una tribute band dei Jackson 5.
Il suo primo album, Kiesza, pubblicato indipendentemente dalla stessa Kiesza nel 2008, non ottiene purtroppo il successo desiderato. Nel 2010 l'artista pubblica in modo indipendente il videoclip del singolo Where Was You. Nel 2012 ci riprova con il singolo Oops, una traccia con synthpop e electropop rilasciata tramite il social MySpace, anch'esso con uno scarso successo, sebbene le consenta di farsi notare da alcuni critici musicali.
La sua prima importante esperienza nel mondo della musica risale al 2013, anno in cui l'artista collabora con il gruppo musicale synthpop Donkeyboy, con il quale duetta per il singolo Triggerfinger, che ottiene un buon successo in Finlandia dove raggiunge la nona posizione della classifica di vendita.

### HideawayeSound of a Woman(2014-2017)
Ottiene notorietà internazionale nel 2014 grazie al singolo Hideaway, pubblicato via Lokal Legends, che raggiunge la prima posizione nei Paesi Bassi, in Belgio e in Italia, e la top-ten di numerosi paesi nel mondo, divenendo una delle hit estive dell'anno. Il videoclip del brano ottiene una nomination agli MTV Video Music Awards 2014 nella categoria "miglior coreografia". Nel frattempo viene rilasciato il suo secondo singolo da solista, Giant in My Heart, pubblicato ufficialmente nel giugno 2014. Sempre nello stesso anno, Kiesza apre alcuni concerti di Demi Lovato per il Demi World Tour. Nell'ottobre di quell'anno viene reso disponibile anche No Enemiesz, terzo singolo ufficiale, seguito da Sound of a Woman, promozionale esclusivamente per le radio italiane. 

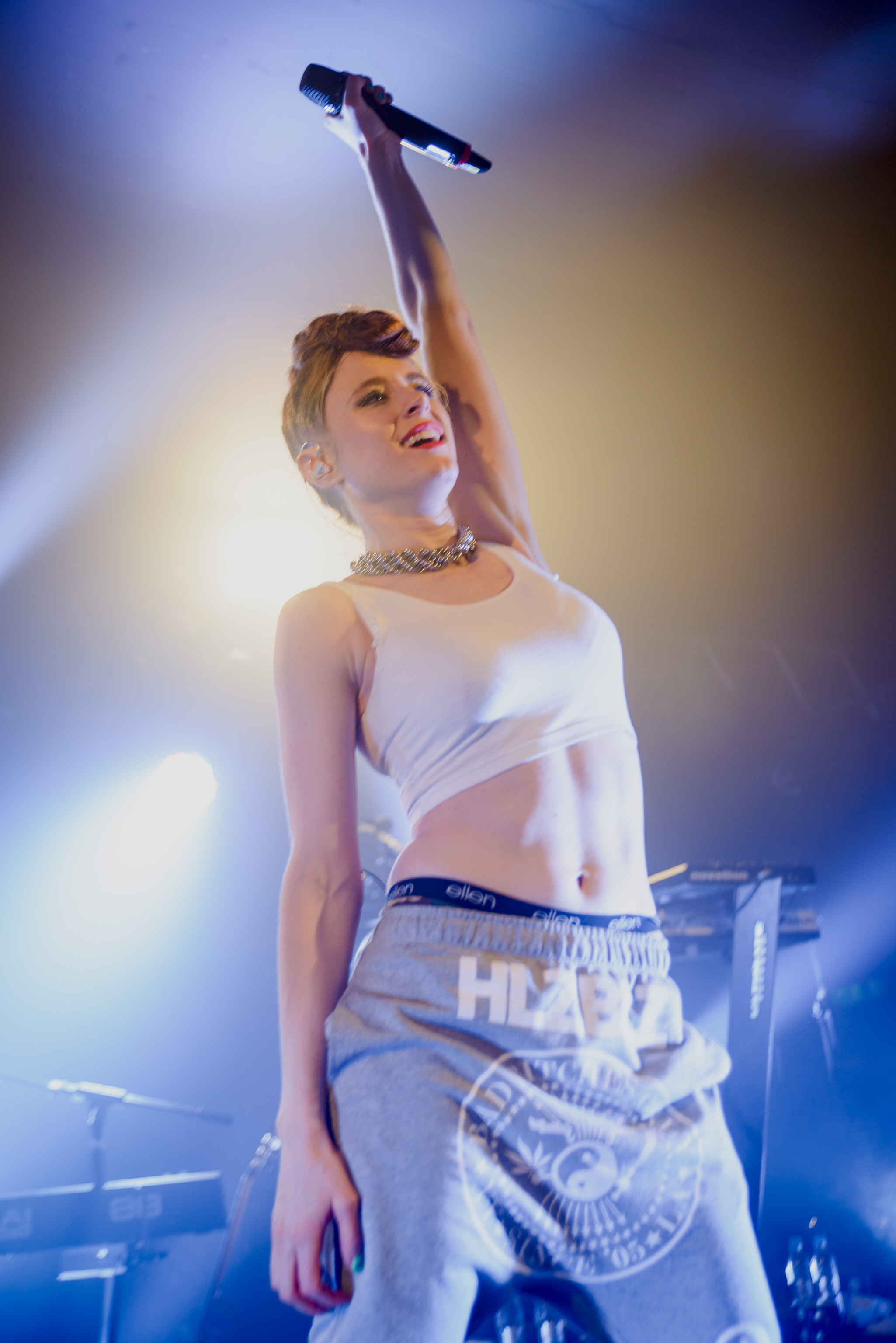
Kiesza durante il Sound of a Woman Tour nel 2015

Nel settembre, la stessa Kiesza rivela la cover del suo album di debutto, Sound of a Woman, il quale viene pubblicato il 21 ottobre dalla Island Records. Sempre a settembre, collabora con i Jack Ü, progetto musicale tra Diplo e Skrillex, nella prima release intitolata Take Ü There. Malgrado le recensioni positive della critica ed il successo del singolo Hideaway, l'album si rivela un flop a livello commerciale tanto da non riuscire ad ottenere alcuna certificazione. Ciononostante, Kiesza promuove comunque l'album portando avanti il suo primo tour da headliner.
Nel 2015 incide il singolo Cannonball, che entra a far parte della colonna sonora del film Home - A casa e svolge il ruolo di artista ospite nella canzone Last Night in the City, tratta dal nuovo album dei Duran Duran Paper Gods.
Nel 2016 viene reso noto che Kiesza ha scritto della musica per la popstar Rihanna.

#### L'incidente
Nel 2017 l'artista pubblica il singolo Dearly Beloved e la collaborazione con il rapper Pitbull We Are Strong, inclusa nell'album di quest'ultimo Climate Change. Ogni altro progetto di Kiesza viene tuttavia bloccato da un grave incidente stradale che l'artista subisce a Toronto nei mesi successivi del 2017: la cantante riporta un trauma cranico e la riabilitazione la obbliga a trascorrere sei mesi in una camera quasi completamente oscurata.

### Weird Kid,Cravee altri progetti (2018-presente)
Nel periodo di riabilitazione dell'artista viene pubblicato l'EP Weird Kid in collaborazione con Chris Malinchak, distribuito in digitale il 12 ottobre 2018. Dopo due anni di pausa per la ripresa fisica, Kiesza firma un contratto con l'etichetta Zebra Spirit Tribe e nel 2019 pubblica il singolo Sweet Love, a cui fanno seguito altri brani.
Il 14 agosto 2020 Kiesza pubblica il suo terzo album Crave attraverso la sua nuova etichetta. Nell'ottobre dello stesso anno l'artista pubblica il singolo Sensuum Defectui, contenuto nell'EP Dark Tales (2020). Il mese successivo, Kiesza collabora con il produttore canadese deadmau5 nella produzione del singolo Bridged by a Lightwave. Tra il 2021 e il 2023 l'artista continua a pubblicare altri lavori discografici, tra cui vari singoli, talvolta in collaborazione con altri artisti, e l'EP Tommy, distribuito in streaming il 22 marzo 2022.
Il 24 maggio 2024 viene pubblicato l'EP Dancing and Crying Vol.1, un progetto di sei tracce incluse Heaven Ain't Calling, Dancing and Crying e I Go Dance, brani già usciti come singoli nello stesso anno.

## Discografia

### Album in studio
- 2008 – Kiesza
- 2014 – Sound of a Woman
- 2020 – Crave

### EP
- 2014 – Hideaway
- 2018 – Weird Kid
- 2020 – Dark Tales
- 2022 – Tommy
- 2024 – Dancing and Crying Vol.1

### Singoli
- 2010 – Where Was You
- 2010 – Wherever U Are
- 2012 – Oops
- 2013 – Triggerfinger (con Donkeyboy)
- 2014 – Hideaway
- 2014 – Giant in My Heart
- 2014 – No Enemiesz
- 2014 – Sound of a Woman
- 2015 – Cut Me Loose
- 2015 – Give It to the Moment
- 2017 – Dearly Beloved
- 2018 – Mother
- 2018 – Phantom of The Dance Floor
- 2018 – Weird Kid
- 2018 – 3 Hos
- 2019 – Sweet Love
- 2019 – Naked
- 2019 – You're the Best
- 2020 – When Boys Cry
- 2020 – I Think That I Like You
- 2020 – All of The Feelings
- 2020 – Crave
- 2020 – Storm
- 2020 – Love Me With Your Lie
- 2020 – Sensuum Defectui
- 2020 – Bridged by a Lightwave (con deadmau5)
- 2021 – Ghost Vision
- 2021 – In My Eyes
- 2021 – Tectonic
- 2021 – Out of my League (con Brando)
- 2022 – Passenger
- 2022 – Running Up That Hill (con Sugar Jesus)
- 2023 – Egyptian Sun (con Francis Mercier)
- 2023 – Christmas Without You (con Sugar Jesus)
- 2024 – Heaven Ain't Calling (con Sugar Jesus)
- 2024 – Dancing and Crying
- 2024 – I Go Dance
- 2024 – Heaven After Dark (con Haviah Mighty e Sugar Jesus)

## Tournée
- 2015 – Sound of a Woman Tour

Come artista d'apertura
- 2014 – Demi World Tour di Demi Lovato
- 2020 – The Artemis Tour di Lindsey Stirling

## Premi e riconoscimenti
- BBC Music Awards
  - 2014 – candiatura alla Canzone dell'anno per Hideaway

- Canadian Radio Music Awards
  - 2015 – Miglior nuovo gruppo o artista solista (CHR) per Hideaway
  - 2015 – candidatura al Miglior nuovo gruppo o artista solista (AC) per Hideaway

- Echo Awards
  - 2015 – candidatura all'Artista femminile rock / pop internazionale per Sound of a Woman[24]
  - 2015 – candidatura all'Esordiente internazionale per Sound of a Woman

- International Dance Music Awards
  - 2015 – Miglior traccia house/garage/deep house per Hideaway
  - 2015 – candidatura al Miglior video per Hideaway
  - 2015 – candidatura al Miglior traccia rap/hip-hop/trap dance con Take Ü There
  - 2015 – candidatura al Miglior artista innovativo (solista)

- Juno Awards
  - 2015 – candidatura al Singolo dell'anno per Hideaway
  - 2015 – Video dell'anno per Hideaway
  - 2015 – Artista innovativo dell'anno
  - 2015 – Registrazione dance dell'anno per Sound of a Woman

- MTV Europe Music Awards
  - 2014 – candidatura al Miglior video per Hideaway
  - 2014 – candidatura al Miglior artista rivelazione
  - 2014 – candidatura al Miglior artista MTV Push
  - 2014 – candidatura al Miglior artista canadese

- MTV Video Music Awards
  - 2014 –  candidatura alla Migliore coreografia per Hideaway

- mtvU Woodie Awards
  - 2015 – candidatura nella categoria Cover Woodie
  - 2015 – candidatura nella categoria Co-Sign Woodie per Take Ü There

- MuchMusic Video Awards
  - 2015 – candidatura al Miglior video per Giant in My Heart
  - 2015 – candidatura al Best EDM/Dance per Giant in My Heart
  - 2015 – candidatura al Most Buzzworthy Canadian per Sound of a Woman

- UK Music Video Awards
  - 2014 – candidatura al Miglior video pop internazionale per Hideaway

- Western Canadian Music Awards
  - 2015 – Registrazione elettronica/dance dell'anno per Hideaway[25]

- YouTube Music Awards
  - 2015 – 50 greatest artists and YouTube performances